# 20834 Елліх'юлетт
20834 Елліх'юлетт (2000 UM48, 1984 AY, 1998 FV80, 20834 Allihewlett) — астероїд головного поясу, відкритий 24 жовтня 2000 року.
Тіссеранів параметр щодо Юпітера — 3,577.